# ليونارد دبليو. هال
ليونارد دبليو. هال (بالإنجليزية: Leonard W. Hall)‏ هو شريف وقاضي ومحامي وسياسي أمريكي، ولد في 2 أكتوبر 1900 في أويستر باي في الولايات المتحدة، وتوفي في 2 يونيو 1979 في غلين كوف في الولايات المتحدة. نشط حزبياً في الحزب الجمهوري.

## مناصب
- انتخب رئيس مجلس الإدارة (1953 – 1957).
- انتخب مندوب [الإنجليزية]‏ ( – 1948).
- انتخب مندوب [الإنجليزية]‏ (1930 – 1958).
- انتخب شريف (1929 – 1931).
- انتخب عضو جمعية ولاية نيويورك (1927 – 1928).
- انتخب عضو مجلس النواب الأمريكي.

## روابط خارجية
- ليونارد دبليو. هال على موقع مونزينجر (الألمانية)